# Вознесенская церковь (Яранск)
Церковь во имя Вознесения Господня (Вознесенская церковь, Кладбищенская церковь) — снесённая православная церковь в Яранске. Принадлежала Вятской и Слободской епархии (ныне Яранская епархия Вятской митрополии).

## История

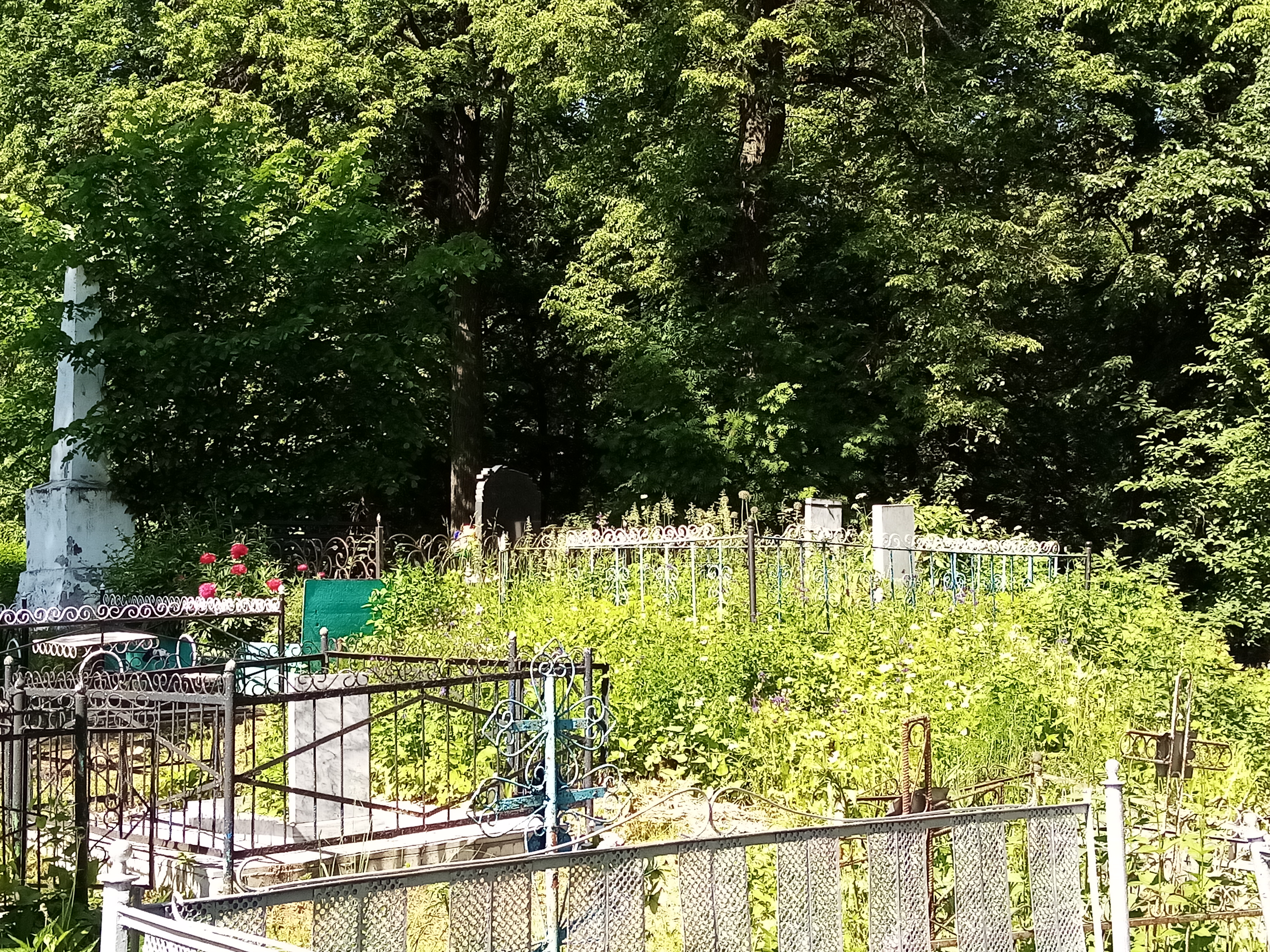
«Церковный холм» на Вознесенском кладбище в Яранске

История Вознесенского храма в Яранске ведёт своё начало с деревянной Вознесенской церкви с Ильинским приделом — главной соборной церкви Яранского Вознесенского монастыря. Судя по названию, она существовала с момента основания монастыря, который впервые упоминается в 1652 году. Храм перечислен в описании обители 1742 года. В 1764 году монастырь был упразднён. 22 августа 1780 года резолюцией Вятского епископа Лаврентия разрешено эту монастырскую церковь разобрать за старостью и ветхостью.
В 1782 году по просьбе купеческой жены Анны Семёновны Севрюгиной разобранная монастырская церковь была перенесена на недавно открытое городское кладбище, находящееся на Кукарском тракте. Наименования церковных престолов были сохранены. Вознесенская церковь с Ильинским приделом были вновь освящены на новом месте в 1783 году. По главному престолу церкви кладбище получило название Вознесенского.
1 августа 1791 года деревянная Вознесенская церковь сгорела. 28 мая 1793 года вместо сгоревшей, позволено построить каменную церковь во имя Вознесения Господня с приделом во имя иконы Смоленской Божией Матери. Так как эта каменная церковь не была построена до 1801 года, а выданная храмозданная грамота была утеряна, то в 5 июля 1801 года была выдана повторная грамота.
Снесена в сер. XX века. На месте храма остался т. н. «Церковный холм», на котором был установлен советский памятник и появились новые захоронения.

## Архитектура
Здание типа восьмерик на четверике с трапезной и двухъярусной колокольней под шпилем. В церкви было три престола: главный — во имя Вознесения Господня, правый — в честь Смоленской иконы Божией Матери, левый — в честь Святого пророка Илии.

## Старосты
- Крутовских, Алексей Игнатьевич (1912—1915)[1].